# NWHL 2003/04
Die Saison 2003/04 war die sechste Spielzeit der National Women’s Hockey League (NWHL), der höchsten kanadischen Spielklasse im Fraueneishockey zu dieser Zeit. Die Calgary Oval X-Treme besiegten im Meisterschaftsfinale die Brampton Thunder mit 6:5 nach Verlängerung und Penaltyschießen und sicherten sich damit ihren zweiten Meistertitel in Folge.

## Teilnehmer
Die Liga startete mit neun Teilnehmern, nachdem sich die Vancouver Griffins nach gescheiterten Verkaufsabsichten vom Spielbetrieb zurückziehen mussten. Die Western Division wurde daher nur durch Calgary Oval X-Treme und Edmonton Chimos gebildet. Die Central Division bestand aus den Toronto Aeros, Brampton Thunder, Oakville Ice (ehemals Mississauga Ice Bears) und den Telus Lightning. In der Eastern Division spielten weiterhin die Ottawa Raiders, Montréal Axion (ehemals Wingstar) und die Avalanche du Québec.

## Reguläre Saison

### Eastern Division
| Pl. | Mannschaft       | Sp | S  | U | OTN | N  | Tore    | Punkte |
| --- | ---------------- | -- | -- | - | --- | -- | ------- | ------ |
| 1.  | Montréal Axion   | 36 | 20 | 5 | 1   | 10 | 113:084 | 46     |
| 2.  | Ottawa Raiders   | 36 | 9  | 4 | 0   | 23 | 085:144 | 22     |
| 3.  | Québec Avalanche | 36 | 4  | 2 | 2   | 28 | 065:163 | 12     |

Abkürzungen: Pl. = Platz, Sp = Spiele, S = Siege, U = Unentschieden, OTN = Niederlagen nach Verlängerung (Overtime), N = Niederlagen

Erläuterungen: Für das Play-off-Finale qualifiziert

### Central Division
| Pl. | Mannschaft       | Sp | S  | U | OTN | N  | Tore    | Punkte |
| --- | ---------------- | -- | -- | - | --- | -- | ------- | ------ |
| 1.  | Toronto Aeros    | 36 | 33 | 1 | 0   | 2  | 197:042 | 67     |
| 2.  | Brampton Thunder | 36 | 28 | 2 | 0   | 6  | 190:072 | 58     |
| 3.  | Oakville Ice     | 36 | 17 | 2 | 0   | 17 | 118:099 | 36     |
| 4.  | Telus Lightning  | 36 | 8  | 0 | 0   | 28 | 066:224 | 16     |

Abkürzungen: Pl. = Platz, Sp = Spiele, S = Siege, U = Unentschieden, OTN = Niederlagen nach Verlängerung (Overtime), N = Niederlagen

Erläuterungen: Direkt für das Play-off-Finale qualifiziert, Für das Play-off-Halbfinale qualifiziert

### Western Division
| Pl. | Mannschaft           | Sp | S  | U | OTN | N  | Tore  | Punkte |
| --- | -------------------- | -- | -- | - | --- | -- | ----- | ------ |
| 1.  | Calgary Oval X-Treme | 12 | 11 | 0 | 0   | 1  | 64:09 | 22     |
| 2.  | Edmonton Chimos      | 12 | 1  | 0 | 0   | 11 | 09:64 | 2      |

Abkürzungen: Pl. = Platz, Sp = Spiele, S = Siege, U = Unentschieden, OTN = Niederlagen nach Verlängerung (Overtime), N = Niederlagen

Erläuterungen: Direkt für das Finalturnier qualifiziert

### Statistik

#### Beste Scorerinnen
Quelle: NWHL; Abkürzungen: Sp = Spiele, T = Tore, V = Assists, Pkt = Punkte, SM = Strafminuten; Fett: Saisonbestwert
| Spieler            | Mannschaft       | Sp | T  | V  | Pkt | SM |
| ------------------ | ---------------- | -- | -- | -- | --- | -- |
| Jayna Hefford      | Brampton Thunder | 35 | 41 | 23 | 64  | 42 |
| Jennifer Botterill | Toronto Aeros    | 36 | 30 | 31 | 61  | 16 |
| Annie Desrosiers   | Toronto Aeros    | 34 | 26 | 34 | 60  | 57 |
| Jessica Tabb       | Toronto Aeros    | 36 | 22 | 26 | 48  | 12 |
| Vicky Sunohara     | Brampton Thunder | 34 | 19 | 28 | 47  | 18 |
| Lara Perks         | Toronto Aeros    | 33 | 18 | 29 | 47  | 8  |
| Stephanie Boyd     | Toronto Aeros    | 33 | 22 | 24 | 46  | 24 |
| Sommer West        | Toronto Aeros    | 29 | 19 | 26 | 45  | 34 |
| Lori Dupuis        | Brampton Thunder | 35 | 20 | 24 | 44  | 52 |
| Kristy Zamora      | Brampton Thunder | 34 | 22 | 19 | 41  | 72 |

#### Beste Torhüterinnen
Quelle: NWHL; Abkürzungen: Sp = Spiele, Min = Eiszeit (in Minuten), S = Siege, U = Unentschieden, N = Niederlagen, GT = Gegentore, SO = Shutouts, GTS = Gegentorschnitt; Fett: Saisonbestwert
| Spieler           | Mannschaft       | Sp | S  | U | N  | Min  | GT | GTS   | SO | Svs | Sv%  |
| ----------------- | ---------------- | -- | -- | - | -- | ---- | -- | ----- | -- | --- | ---- |
| Amanda Tapp       | Calgary X-Treme  | 6  | 6  | 0 | 0  | 360  | 4  | 1, 67 | 2  | 106 | 96,4 |
| Sami Jo Small     | Toronto Aeros    | 24 | 19 | 0 | 1  | 1197 | 19 | 0,95  | 7  | 380 | 95,2 |
| Charline Labonté  | Montreal Axion   | 25 | 14 | 3 | 7  | 1427 | 46 | 1,93  | 3  | 765 | 94,3 |
| Brittony Chartier | Calgary X-Treme  | 6  | 5  | 0 | 1  | 360  | 5  | 0,83  | 2  | 75  | 93,8 |
| Kendra Fisher     | Toronto Aeros    | 18 | 14 | 1 | 1  | 923  | 23 | 1,50  | 1  | 309 | 93,1 |
| Tania Pinelli     | Oakville Ice     | 21 | 6  | 1 | 14 | 1219 | 58 | 2,85  | 1  | 742 | 92,8 |
| Erika Silva       | Brampton Thunder | 19 | 12 | 2 | 5  | 1122 | 43 | 2,30  | 2  | 490 | 91,9 |
| Lisa Herritt      | Brampton Thunder | 17 | 14 | 0 | 2  | 978  | 35 | 2,15  | 2  | 367 | 91,3 |
| Allison Houston   | Oakville Ice     | 15 | 11 | 1 | 2  | 875  | 33 | 2,26  | 0  | 336 | 91,1 |

## Play-offs

### Central Division
Halbfinale
| 10. März 2004 19:30 Uhr | Brampton Thunder | 6:0 | Oakville Ice | Brampton Sports Centre, Brampton |

| 12. März 2004 19:30 Uhr | Oakville Ice | 2:4 Stand: 2:0 | Brampton Thunder | Oakville Ice Sports, Oakville |

Finale
| 17. März 2004 19:30 Uhr | Toronto Aeros | 2:3 | Brampton Thunder | Brampton Sports Centre, Brampton |

### Eastern Division
| 6. März 2004 20:00 Uhr | Montréal Axion | 8:0 | Ottawa Raiders | Centre Étienne Desmarteau, Montreal |

| 19. März 2004 20:00 Uhr | Ottawa Raiders | 7:4 | Montréal Axion | Goulbourn Recreation Complex, Ottawa |

| 20. März 2004 20:00 Uhr | Montréal Axion | 3:0 Stand: 2:1 | Ottawa Raiders | Centre Étienne Desmarteau, Montreal |

### NWHL-Championship-Cup
| 9. April 2004 10:00 Uhr | Calgary Oval X-Treme S. Holmes (2) D. Goyette (43:04) C. Campbell (2) K. Béchard (1) K. Hall (1) | 7:0 (-:-, -:-, 5:0) | Montréal Axion | Brampton Sports Centre, Brampton |

| 9. April 2004 13:30 Uhr | Brampton Thunder J. Hefford (6:28) J. Hefford M. Sittler | 5:3 (2:1, 2:1, 1:1) | Toronto Aeros H. Logan (8:26) L. Perks (20:22) J. Botterill | Brampton Sports Centre, Brampton |

| 10. April 2004 12:00 Uhr | Brampton Thunder K. Kauth (14:43) J. Hefford (20:00) V. Sunohara (26:56) L. Dupuis (56:13) K. Kauth (59:56) | 5:6 n. P. (2:1, 1:0, 2:4, 0:0, 0:1) | Calgary Oval X-Treme C. Campbell (15:13) C. Sostorics B. Klein-Swormink (48:07) K. Hall K. Béchard (PS) | Brampton Centre, Brampton |